# Suburbanda
Suburbanda  é série musical de televisão brasileira protagonizada por Malu Falangola , Treison Lohan , Walter Nunes , Livia Araújo e Victor Neves. A primeira temporada da série foi lançada no dia 15 de novembro de 2014 e foi transmitida pelo canal Cine Brasil TV e também pelo YouTube, foi gravada no Rio de Janeiro pela produtora Telemilênio. Devido ao sucesso, em 2020 a série começou a ser transmitida pela TV Multiplix.  

## Sinopse
Uma banda de colégio chamada Suburbanda ver uma oportunidade de participar de um festival de talentos, o que fortalece a amizade dos integrantes, eles arranjam empresário e tudo começa a dar bastante certo nos jovens que sonham em fazer carreira na música, de repente algo surpreende eles.   

## Elenco principal
- Walter Nunes como Fábio

- Malu Falangola como Marcela [7]

- Victor Neves

- Livia Araújo

- Treison Lohan

- Poliana Anderle como Vanessa

- Mikael Wanderson

- Luciana Vidal

- Fellipe Mesquita

- Eduardo Nanci

- Robson Torinni

- Jonas Freze

- Julienn Murray

- Glauco Orlandini

- Cristine Proba

- Paulo Neves

- Eric Meireles

- Eduardo Martins como Costela

- Marcello Thadeu como Aroldo [8]

## Música Tema
Acreditar é a canção tema da série gravada pela banda Suburbanda, o videoclipe oficial da faixa foi lançado no final de 2014 no YouTube. 